# Вища кваліфікаційно-дисциплінарна комісія адвокатури
Вища кваліфікаційно-дисциплінарна комісія адвокатури є колегіальним органом, завданням якого є розгляд скарг на рішення, дії чи бездіяльність кваліфікаційно-дисциплінарних комісій адвокатури.
Вища кваліфікаційно-дисциплінарна комісія адвокатури підконтрольна і підзвітна з’їзду адвокатів України та Раді адвокатів України.

## Історія створення
15 серпня 2012 року набрав чинності закон «Про адвокатуру та адвокатську діяльність» .
Перше засідання комісії відбулося 7 грудня 2012 року в Києві у приміщенні готельного комплексу «Русь». Новообрані члени комісії затвердили регламент, що визначив порядок роботи та проведення засідань, прийняття рішень, а також інші питання внутрішньої діяльності.

## Завдання
Вища кваліфікаційно-дисциплінарна комісія адвокатури:
- розглядає скарги на рішення, дії чи бездіяльність кваліфікаційно-дисциплінарних комісій адвокатури;

- узагальнює дисциплінарну практику кваліфікаційно-дисциплінарних комісій адвокатури;

- виконує інші функції відповідно до Закону «Про адвокатуру та адвокатську діяльність».

### Розгляд скарг
Рішення кваліфікаційно-дисциплінарної комісії адвокатури (про відмову в допуску особи до кваліфікаційного іспиту, про порушення дисциплінарної справи або про відмову в порушенні дисциплінарної справи, рішення, ухвалене за результатом розгляду справи) може бути оскаржено до Вищої кваліфікаційно-дисциплінарної комісії адвокатури.
ВКДКА витребовує матеріали дисциплінарної справи у відповідної кваліфікаційно-дисциплінарної комісії адвокатури та забезпечує розгляд скарги.
За результатами розгляду скарги на рішення, дії чи бездіяльність кваліфікаційно-дисциплінарної комісії адвокатури має право:
- залишити скаргу без задоволення, а рішення кваліфікаційно-дисциплінарної комісії адвокатури без змін;

- змінити рішення кваліфікаційно-дисциплінарної комісії адвокатури;

- скасувати рішення кваліфікаційно-дисциплінарної комісії адвокатури та ухвалити нове рішення;

- направити справу для нового розгляду до відповідної кваліфікаційно-дисциплінарної комісії адвокатури та зобов’язати кваліфікаційно-дисциплінарну комісію адвокатури вчинити певні дії.

### Узагальнення практики
Предмет кожного узагальнення формується виходячи з практичної проблеми, пов’язаної із розглядом КДКА скарг на дії адвокатів. Узагальнення затверджуються окремими рішеннями ВКДКА та оприлюднюються на офіційному сайті комісії.

#### з процедурних питань розгляду скарг
- застосування строків притягнення адвоката до дисциплінарної відповідальності[3];

- направлення Вищою кваліфікаційно-дисциплінарною комісію адвокатури справ для нового розгляду [4];

- поновлення строків на оскарження рішень кваліфікаційно-дисциплінарних комісій адвокатури[5];

- розгляд заяв про відводи (самовідводи) [6];

- застосування дисциплінарного стягнення у вигляді зупинення права на заняття адвокатською діяльністю[7].

#### з питань дотримання окремих норм Правил адвокатської етики
- конфлікт інтересів[8];

- адвокатська таємниця[9];

- етичні аспекти відносин адвоката з правоохоронними органами[10];

- несплата адвокатами щорічного внеску на забезпечення реалізації адвокатського самоврядування[11];

- дотримання адвокатами норм адвокатської етики при використанні мережі Інтернет[12];

#### з кваліфікаційних процедур
- допуск осіб до кваліфікаційних іспитів, а також складання таких іспитів[13];

#### з питань розгляду заяв (скарг) за суб’єктами звернення
- суддів відносно неналежної поведінки адвокатів[14];

- представників прокуратури та правоохоронних органів[15];

- адвокатів на незаконні або неетичні дії іншого адвоката[16].

## Голова ВКДКА
Голова Вищої кваліфікаційно-дисциплінарної комісії адвокатури представляє Вищу кваліфікаційно-дисциплінарну комісію адвокатури в органах державної влади, органах місцевого самоврядування, на підприємствах, в установах, організаціях, перед громадянами.
Голова Вищої кваліфікаційно-дисциплінарної комісії адвокатури забезпечує скликання та проведення засідань Вищої кваліфікаційно-дисциплінарної комісії адвокатури, розподіляє обов’язки між своїми заступниками, організовує і забезпечує ведення діловодства у Вищій кваліфікаційно-дисциплінарній комісії адвокатури, розпоряджається коштами і майном Вищої кваліфікаційно-дисциплінарної комісії адвокатури відповідно до затвердженого кошторису, вчиняє інші дії, передбачені цим Законом, положенням про Вищу кваліфікаційно-дисциплінарну комісію адвокатури, рішеннями Ради адвокатів України і з’їзду адвокатів України.
Голова Вищої кваліфікаційно-дисциплінарної комісії адвокатури може отримувати винагороду у розмірі, встановленому з’їздом адвокатів України або Радою адвокатів України.

## Склад
До складу Вищої кваліфікаційно-дисциплінарної комісії адвокатури входять тридцять членів, стаж адвокатської діяльності яких становить не менше п’яти років: по одному представнику від кожного регіону, які обираються конференцією адвокатів регіону, голова і два заступники голови, які обираються шляхом голосування з’їздом адвокатів України. Секретар Вищої кваліфікаційно-дисциплінарної комісії адвокатури обирається членами комісії шляхом голосування зі складу членів Вищої кваліфікаційно-дисциплінарної комісії адвокатури.
Вища кваліфікаційно-дисциплінарна комісія адвокатури є повноважною за умови обрання не менше двох третин її складу.
Строк повноважень голови, заступників голови, секретаря і членів Вищої кваліфікаційно-дисциплінарної комісії адвокатури становить п’ять років. Одна й та сама особа не може бути головою, заступником голови, секретарем або членом Вищої кваліфікаційно-дисциплінарної комісії адвокатури більше ніж два строки підряд.
Голова, заступник голови, секретар, член Вищої кваліфікаційно-дисциплінарної комісії адвокатури можуть бути достроково відкликані з посади за рішенням органу адвокатського самоврядування, який обрав їх на посаду.
Голова, заступник голови, секретар, член Вищої кваліфікаційно-дисциплінарної комісії адвокатури не можуть одночасно входити до складу кваліфікаційно-дисциплінарної комісії адвокатури, ревізійної комісії адвокатів регіону, Вищої ревізійної комісії адвокатури, ради адвокатів регіону, Ради адвокатів України, комісії з оцінювання якості, повноти та своєчасності надання адвокатами безоплатної правової допомоги.

### Поточний склад
Місяць Андрій Петрович, тимчасово виконуючий обовʼязки голови;
Крупнова Любов Василівна, заступник голови;
Василевська Ольга Анатоліївна, представник Житомирської області;
Вишарвоська Вікторія Карлівна, представник Вінницької області;
Волчо Віталій Вікторович, представник Миколаївської області;
Дімчогло Марина Іванівна, представник Херсонської області;
Дроботущенко Тетяна Олександрівна, представник Чернігівської області;
Клечановська Юлія Іванівна, представник Донецької області;
Коблик Маріана Володимирівна, представник Закарпатської області;
Кострюков Валерій Іванович, представник м.Києва;
Котелевська Катерина Володимирівна, представник Запорізької області;
Кравченко Павло Андрійович, представник Сумської області;
Кузьмінський Олексій Олександрович, представник Черкаської області;
Лучковський Валентин Вікторович, представник Хмельницької області;
Мягкий Андрій Вікторович, представник Кіровоградської області;
Одновол Володимир Костянтинович, представник Луганської області;
Подольна Тетяна Альбертівна, представник Одеської області;
Притула Оксана Богданівна, представник Тернопільської області;
Приходько Олександр Іванович, представник Дніпропетровської області;
Прокопчук Олег Михайлович, представник Рівненської області;
Пшеничний Олександр Леонідович, представник Полтавської області;
Соботник Володимир Йосипович, представник Івано-Франківської області;
Тарасова Ася Миколаївна, представник Харківської області;
Ульчак Богдан Іванович, представник Волинської області;
Усманов Мурад Амірович, представник Чернівецької області;
Чернобай Ніна Борисівна, представник Київської області.